# Niutou Fazhi
Niutou Fazhi (ur. 636, zm. 702) – chiński mistrz chan szkoły niutou.

## Życiorys
Fazhi pochodził z Renzhou, z rodziny Jing.
Opuścił dom rodzinny w wieku 9 lat i został uczniem mistrza chan szkoły niutou („Wolej głowy”) – Niutou Huifanga (627–695), który był trzecim patriarchą tej szkoły.
W wieku 13 lat opuścił swojego nauczyciela i udał się na górę Huangmei studiować chan pod kierunkiem Piątego Patriarchy Damana Hongrena (601–675). Stał się jednym z jego najlepszych uczniów, w pełni zdolnym do przekazywania jego nauk. Po kilku latach praktyki u Hongrena, powrócił na górę Niutou i przyjął przekaz Dharmy od swojego pierwszego nauczyciela – Huifanga.
Po otrzymaniu przekazu Dharmy został 4 patriarchą tej szkoły.
Po jakimś czasie opuścił klasztor Yunji na Niutou i udał się do klasztoru Yangzha w Jinlin. W jego biografii w Jingde chuandeng lu znajduje się informacja, że przez dziewięć lat koncentrował swój umysł na Czystej Krainie, a pośród codziennej działalności kontemplował Czystą Krainę.
Przed swoją śmiercią powiedział
Nie przekazywałem innym nauk Czystej Krainy w ciągu mojego życia. Po mojej śmierci wystawcie moje ciało pod sosną, tak aby zwierzęta, które zjedzą moje ciało i wypiją moją krew, mogły wytworzyć przyczynę [narodzin] w Czystej Krainie.
Jak podano w biografii, w chwili jego śmierci na zachodnim niebie pojawiło się kilka niebiańskich sztandarów, które okrążały klasztorną górę. Las bambusowy w jego byłym klasztorze Yunji na górze Niutou zbielał.

## Znaczenie
Fazhi był jednym z pierwszych mistrzów, którzy do praktyki chanu wprowadzili praktykę Szkoły Czystej Krainy – nianfo. Trudno powiedzieć coś bliżej na temat jego wykorzystania nianfo, gdyż brak tych informacji w tekstach związanych z chanem. Wszystkie informacje na temat tej jego praktyki pochodzą wyłącznie z bardzo sekciarskiej literatury Jingtuzong (Szkoły Czystej Krainy).

## Linia przekazu Dharmy zen
Pierwsza liczba oznacza liczbę pokoleń mistrzów od 1 Patriarchy indyjskiego Mahakaśjapy.
Druga liczba oznacza liczbę pokoleń od 28/1 Bodhidharmy, 28 Patriarchy Indii i 1 Patriarchy Chin.
Trzecia liczba oznacza początek nowej linii przekazu w danym kraju.
- 28/1. Bodhidharma (zm. 543?)
  - 29/2. Dazu Huike (487–594)
    - 30/3. Jianzhi Sengcan (zm. 606)
      - 31/4. Dayi Daoxin (579–651)
        - 32/5/1. Niutou Farong (594–657) szkoła niutou
          - 33/6/2. Niutou Zhiyan (600–677)
            - 34/7/3. Niutou Huifang (627–695)
              - 35/8/4. Niutou Fazhi (635–702)
                - 36/9/6. Niutou Zhiwei (646–729)
                  - 37/10/7. Helin Xuansu (668–752) (znany jako Masu)
                    - 38/11/8. Jingshan Daoqin (714–792)
                      - 39/12/9. Niaoke Daolin (741–824)
                      - 39/12/9. Jiangling Daowu (także spadkobierca Mazu Daoyi)

                    - 38/11/8. Longya Yuanchang

                  - 37/10/7. Niutou Huizhong (677–769)
                  - 37/10/7. Anguo Xuangting (bd)